# کتل برتلوت
کتل برتلوت (انگلیسی: Katell Berthelot؛ زادهٔ ۱۳ فوریه ۱۹۷۲) مورخ اهل فرانسه است. مورخ ادیان فرانسوی است که متخصص در یهودیت باستان و مقایسه سه دین توحیدی است. او مدیر مرکز ملی پژوهش‌های علمی فرانسه است. او در سال ۲۰۰۸ برنده جایزه ایرن ژولیوت کوری در بخش دانشمند زن جوان شد.

## زندگی و کار
برتلو در سال ۱۹۹۳ از دانشکده مطالعات بازرگانی پاریس فارغ‌التحصیل شد و مدرک کارشناسی ارشد خود را در رشته ادبیات دریافت کرد. او در دهه ۱۹۹۰ پس از دو سال سفر به اسرائیل و مطالعه متون تازه کشف شده کتاب مقدس، مسیر حرفه خود را تغییر داد. تحصیلاتش شامل تاریخ ادیان در دانشگاه پاریس سوربن-پاریس بود. او سال‌های بعد را در مرکز مطالعات قمران در دانشگاه عبری اورشلیم گذراند. تز دکترای سوربن او در سال ۲۰۰۱، با موضوع «اسرائیل و انسانیت در اندیشه یهودی در دوران هلنیستی و رومی» بود. در سال ۲۰۰۲، برتلوت به عنوان محقق در مرکز ملی پژوهش‌های علمی فرانسه، در مرکز اکس-آن-پرووانس پیوست و به عنوان مدیر تحقیقات CNRS در اکتبر ۲۰۱۵ انتخاب شد.
برتلو با همکاری تیری لگراند و آندره پل، نسخه دو زبانه طومارهای دریای مرده قمران را از سال ۲۰۰۶ تا ۲۰۱۸ را تحقیق و بررسی کرد و به مقایسه سه توحید بزرگ و وجوه مشترک آنها و نیز وجه تمایز آنها پرداخت.
از سال ۲۰۱۴ تا ۲۰۱۹، برتلو پروژه تحقیقاتی «یهودیت و روم» را که توسط ERC (شورای تحقیقات اروپا) تأمین می‌شود، هدایت کرد.